# Perfect Day (Album)
Perfect Day ist das zweite Studioalbum des deutschen Dance-Projekts Cascada.

## Veröffentlichung
Perfect Day erschien am 3. Dezember 2007, zeitgleich mit der zweiten Single What Hurts the Most. Das Album wurde als Download und als CD zum Verkauf angeboten. Es wurde von Manian und Yanou, die beiden DJs und Produzenten des Dance-Projekts, produziert und über ihr eigenes Label Zooland Records herausgebracht. Am 18. Juli, parallel zur Veröffentlichung der Single Because the Night erschien eine Re-Release des Albums, auf dem auch die Songs Dream on Dreamer, Faded und  Holiday zu finden sind.

## Titelliste
Europäische Version
1. What Hurts the Most – 3:45
2. Runaway – 3:32
3. Who Do You Think You Are? – 3:24
4. Because the Night – 3:25
5. I Will Believe It – 2:57
6. Perfect Day – 3:45
7. What Do You Want from Me? – 2:48
8. Sk8er Boi – 3:22
9. Could It Be You? – 3:47
10. He’s All That – 3:08
11. Just Like a Pill – 3:22
12. Endless Summer – 3:26
13. What Hurts the Most (Yanou’s Candlelight Mix) – 3:54[4]

Re-Release Bonus Tracks (2008)
1. Dream on Dreamer – 3:04
2. Faded – 2:49
3. Holiday – 3:15

## Singleauskopplungen
| Jahr | Titel                     | Höchstplatzierung, Gesamtwochen, AuszeichnungChartplatzierungen (Jahr, Titel, , Platzierungen, Wochen, Auszeichnungen, Anmerkungen) | Höchstplatzierung, Gesamtwochen, AuszeichnungChartplatzierungen (Jahr, Titel, , Platzierungen, Wochen, Auszeichnungen, Anmerkungen) | Höchstplatzierung, Gesamtwochen, AuszeichnungChartplatzierungen (Jahr, Titel, , Platzierungen, Wochen, Auszeichnungen, Anmerkungen) | Höchstplatzierung, Gesamtwochen, AuszeichnungChartplatzierungen (Jahr, Titel, , Platzierungen, Wochen, Auszeichnungen, Anmerkungen) | Höchstplatzierung, Gesamtwochen, AuszeichnungChartplatzierungen (Jahr, Titel, , Platzierungen, Wochen, Auszeichnungen, Anmerkungen) | Anmerkungen                            |
| Jahr | Titel                     | DE | AT | CH | UK | US | Anmerkungen                            |
| ---- | ------------------------- | --- | --- | --- | --- | --- | -------------------------------------- |
| 2007 | What Hurts the Most       | DE9 (11 Wo.)DE | AT3 (16 Wo.)AT | CH—*CH | UK10* (19 Wo.)UK | US52* (8 Wo.)US | Erstveröffentlichung: 3. Dezember 2007 |
| 2008 | What Do You Want from Me? | DE54 (6 Wo.)DE | AT50 (7 Wo.)AT | — | UK51 (3 Wo.)UK | — | Erstveröffentlichung: 7. März 2008     |
| 2008 | Because the Night         | DE41 (8 Wo.)DE | AT45 (6 Wo.)AT | — | UK28 (6 Wo.)UK | — | Erstveröffentlichung: 18. Juli 2008    |

- (*) In CH, UK und US als Doppel-Single mit Last Christmas erschienen.

## Mitwirkende
Alle Titel wurden von Yann Peifer (Yanou) und Manuel Reuter (Manian) geschrieben und produziert. Daneben wirkten auch mehrere andere Songwriter mit. Die Lieder wurden von Natalie Horler gesungen.

## Rezeption

### Rezensionen
Bei Allmusic wurde kritisch angemerkt, dass Natalie Horler zu sehr kämpfe, um den Takt zu halten. Man gab dem Album 3,5 von 5 Sternen. Digital Spy und Entertainment.ie äußerten negative Kritik.

### Charts und Chartplatzierungen
| ChartsChartplatzierungen       | Höchstplatzierung | Wochen |
| ------------------------------ | ----------------- | ------ |
| Deutschland (GfK)              | 30 (11 Wo.)       | 11     |
| Österreich (Ö3)                | 16 (14 Wo.)       | 14     |
| Schweiz (IFPI)                 | 81 (2 Wo.)        | 2      |
| Vereinigtes Königreich (OCC)   | 9 (25 Wo.)        | 25     |
| Vereinigte Staaten (Billboard) | 70 (3 Wo.)        | 3      |

| ChartsJahrescharts (2007)    | Platzierung |
| ---------------------------- | ----------- |
| Vereinigtes Königreich (OCC) | 64          |

| ChartsJahrescharts (2008)    | Platzierung |
| ---------------------------- | ----------- |
| Vereinigtes Königreich (OCC) | 93          |

### Auszeichnungen für Musikverkäufe
Original Me erhielt im Februar 2008 eine Silberne Schallplatte für über 60.000 verkaufte Einheiten im Vereinigten Königreich. 2010 folgte Goldstatus in Irland. Quellen zufolge verkaufte es sich weltweit über 500.000 Mal.
| Land/Region                  | Auszeichnungen für Musikverkäufe (Land/Region, Auszeichnung, Verkäufe) | Verkäufe |
| ---------------------------- | ---------------------------------------------------------------------- | -------- |
| Irland (IRMA)                | Gold                                                                   | 7.500    |
| Vereinigtes Königreich (BPI) | Silber                                                                 | 60.000   |
| Insgesamt                    | 1× Silber · 1× Gold ·                                                  | 67.500   |